# Konstantín Ostrovitiánov
Konstantín Vasillevich Ostrovitiánov, en ruso: Константин Васильевич Островитянов (Bichky, Tambov, 18 [30] de mayo de 1892 - Moscú, 9 de febrero de 1969), fue un economista soviético. Se graduó en el Instituto de Comercio de Moscú en 1917.

## Economista comunista
Ingresó al Partido Obrero Socialdemócrata de Rusia en 1914, fue elegido en 1916 como miembro del comité de Metro de Moscú de ese partido. Durante la Revolución de octubre de 1917 fue secretario del Comité Militar Revolucionario en Zamoskvoretskii, Moscú y participó en diferentes actividades del Partido Comunista (bolchevique) hasta 1921. Desde 1922 se dedicó a la enseñanza e investigación en las universidades, la Escuela Superior del Partido y la Academia de Ciencias Sociales, en el Instituto de Economía de la URSS. 
Doctor en Ciencias Económicas y profesor de Economía Política de la Universidad Estatal de Moscú (1943-1953). Desde 1947 hasta 1953 fue el director del Instituto de Economía de la Academia de Ciencias de la Unión Soviética. De 1948 a 1954 fue jefe de redacción de la revista Los problemas de la economía y, entre 1953 y 1963 del Boletín de la Academia de Ciencias de la URSS.
Entre 1949 y 1953 fue académico secretario del Departamento de Economía, Filosofía y Derecho de la Academia de Ciencias de la URSS. Entre 1953 y 1962 vicepresidente de la Academia de Ciencias de la URSS e miembro del Presidium de la misma hasta 1963. En los congresos de PCUS en 1952 y 1956 fue elegido miembro del Comité Central del Partido Comunista de la Unión Soviética. Miembro titular de la Academia Checoslovaca de Ciencias en 1957. Fue galardonado dos veces con la Orden de Lenin.

## Obras
En 1928 , conjuntamente con  Iosif Lapidus escribió dos libros de texto para la educación superior, La economía política y su relación con la teoría de la economía soviética; Economía Política, y del manual Objeto y método de la economía política
Participó del equipo de economistas que escribieron el libro de economía política encargado por el Comité Central del PCUS en 1951, junto a D.T. Shepílov, Lev A. Leóntiev; I.D. Laptev; I.I. Kuzyminov y L.M. Gatovsky. Este libro, Economía Política, fue publicado en 1955.
Fue el redactor jefe de la Historia de la Academia de Ciencias de la URSS en tres volúmenes (1960-1969).
Además, fue autor de La renta de la tierra en la economía soviética; El Capital de Karl Marx en Rusia desde 1870; Ensayos sobre la economía de las formaciones precapitalistas; Renta de la tierra y el desarrollo del capitalismo en la agricultura; y Memorias del Pasado.